# Portsmouth (skladba)
„Portsmouth“ je anglická lidová folková skladba podobná irským nebo skotským hornpipeům. Někdy je označována jako „Portsmouth Hornpipe“.
Nejstarší známá verze skladby pochází z roku 1701 z 11. vydání publikace The Dancing Master Johna Playforda. Je jednou ze tří skladeb, na základě kterých Ralph Vaughan Williams napsal v roce 1923 svoje Sea Songs, jež byly původně druhou větou jeho kompozice English Folk Song Suite pro vojenskou hudbu. Sea Songs byly v roce 1942 samotným Williamsem přearanžovány pro klasický orchestr. V 50. letech 20. století byla melodie „Portsmouth“ použita pro televizní seriál BBC Billy Bunter of Greyfriars School. Hudebník Mike Oldfield vydal v roce 1976 vlastní verzi skladby.